# Maruv
Maruv (ucraïnès: Ганна Борисівна Корсун)  (Pavlohrad, 15 de febrer de 1991) nom artístic d'Anna Borisovna Korsun és una cantant, compositora, poetessa i productora ucraïnesa.
Des del 2018 actua en solitari. En el període de febrer de 2017 a març de 2018 es va presentar un projecte musical amb la seva participació sota el nom de Maruv, que al seu torn va ser l'hereu de The Pringlez. Més tard va concedir una entrevista en la qual va explicar que ara sota el pseudònim de Maruv actua sola.